# Euphorbia pithyusa
Euphorbia pithyusa L. es una especie fanerógama perteneciente a la familia de las euforbiáceas. 

## Descripción
Esta lechetrezna forma pequeñas matas, pues es perenne, y la reconoceremos rápidamente porque las hojas muertas, las de la base de los tallos, permanecen secas sin caer al suelo y dirigidas hacia abajo. Vive tanto en la montaña como en zonas litorales e incluso sobre sustratos arenosos. En este caso se puede confundir con Euphorbia paralias, pero el carácter de las hojas secas que hemos citado antes permite diferenciarlas. 

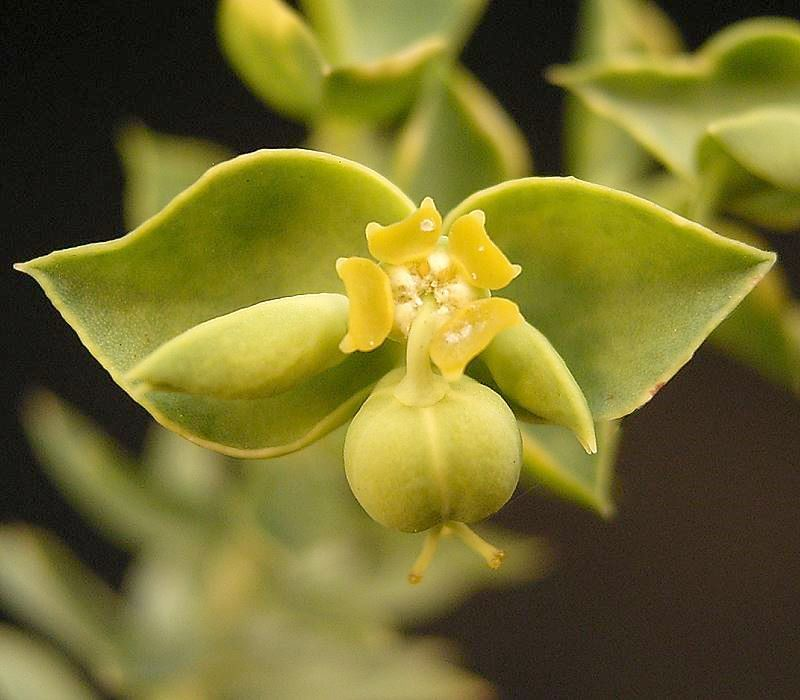
Flores.

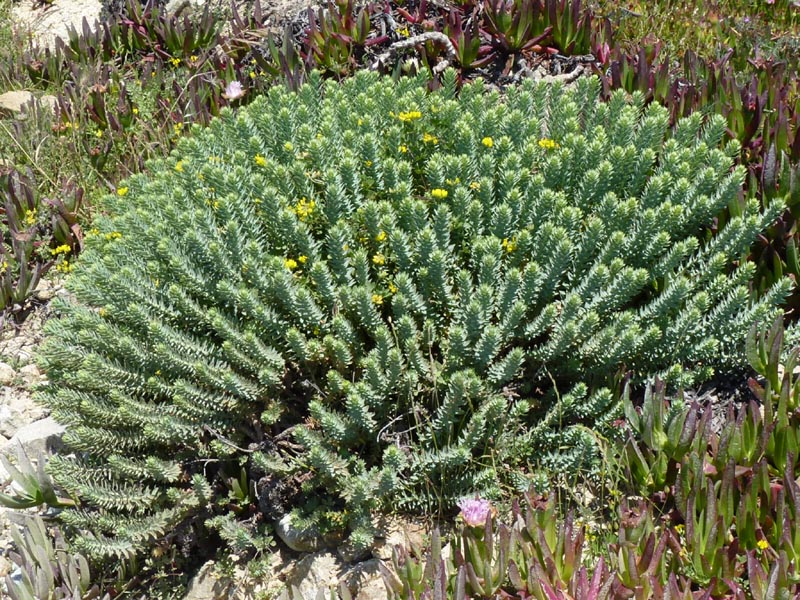
Vista de la planta

## Distribución
Es endémica de la región del Mediterráneo. En España en las Islas Baleares.

## Hábitat
Crece en arenales y costas rocosas y en pastos y zonas pedregosas de la montaña. 

## Taxonomía
Euphorbia pithyusa fue descrita por Carlos Linneo y publicado en Species Plantarum 458. 1753.
Etimología
Etimología
Euphorbia: nombre genérico que deriva del médico griego del rey Juba II de Mauritania (52 a 50 a. C. - 23), Euphorbus, en su honor – o en alusión a su gran vientre –  ya que usaba médicamente Euphorbia resinifera. En 1753 Carlos Linneo asignó el nombre a todo el género.
pithyusa: nombre específico, gentilicio referente a las Pitiusas (Ibiza, Formentera y sus islotes); en sentido estricto, a Ibiza.
Variedades
- Euphorbia pithyusa ssp. cupanii (Guss. ex Bertol.) Radcl.-Sm. 1968
- Euphorbia pithyusa ssp. dianthifolia (Lojac.) Oudejans 1992
- Euphorbia pithyusa ssp. pithyusa

Sinonimia
- Tithymalus pithyusa (L.) Scop. (1771).
- Galarhoeus pithyusa (L.) Haw. (1812).
- Esula pithyusa (L.) Fourr. (1869).[4]
- Euphorbia balearica Sennen
- Euphorbia balearica Willd. ex Boiss. in A.DC.
- Euphorbia bianorii var. ramosa Sennen
- Euphorbia bianorii var. simplex Sennen
- Euphorbia bianorii Sennen
- Euphorbia cupanii Bertol.
- Euphorbia imbricata f. angustifolia Willk.
- Euphorbia imbricata f. latifolia Willk.
- Euphorbia imbricata f. parvifolia Willk.
- Euphorbia imbricata auct.
- Euphorbia imbricata sensu Willk.
- Euphorbia knochei Sennen
- Euphorbia mucronata Lapeyr.
- Tithymalus acutifolius Lam.[5][6]

## Nombre común
- Castellano: esula grande, esula mayor, lechetrezna, turbit negro.[7]